# Гряда (Пуховичский район)
Гряда́ (бел. Града, транслит. Hrada) — деревня в Пуховичском районе Минской области, входящая в состав Новосёлковского сельсовета.

## Климат
Климат здесь умеренный, с теплым летом и мягкой зимой. Средняя температура января — минус 6,8 °c, июля-плюс 17,5 ° C. Зимой преобладают южные ветры, летом-восточные и северо-восточные. Средняя скорость ветра 3 м/сек. Годовое количество осадков 550-650 мм.

## Население
- 1 января 2002 года — 5 дворов, 10 жителей
- 2009 год — 17 человек